# Jinx (álbum de Quarashi)
Jinx es el cuarto álbum de Quarashi, y es el único del grupo editado en un importante sello discográfico. Fue publicado el 9 de abril de 2002. fue su primer álbum en recibir una publicación internacional, siendo lanzado no solo en Islandia, sino también en los Estados Unidos, Australia, Japón, y el resto de Europa. Como tal,  Jinx  es el álbum más conocido de Quarashi.

## Historia
Después de escuchar el último álbum de Quarashi,  Xeneizes , EMI Music Resources contactó a Quarashi para actuar en el Festival de Islandia Airwaves Músic organizado por EMI en conjunto con Flugleiðir en la ciudad de Nueva York en el otoño de 1999. El grupo realizó dos shows con excelentes críticas. El emisario de EMI se reunió con Quarashi, y el grupo entró en un estudio (que Sölvi había llamado una "casa de crack") para grabar seis canciones (cuatro con voz), con el emisario de EMI observándolos. En febrero de 2000, Quarashi comenzó las negociaciones con los sellos discográficos, escribió algunas canciones nuevas, y realizó shows para los ejecutivos de las discográficas. El 27 de abril de 2000, se anunció que Quarashi había firmado un acuerdo con EMI Music Resources, un acuerdo que dio al grupo el control creativo. Poco después, se firmaron con el sello discográfico independiente, Time Bomb Recordings.
El 31 de agosto de 2000, se anunció que Quarashi había firmado un acuerdo con Sony Music Entertainment Incorporated bajo el sello Columbia Records. El acuerdo iba a durar seis álbumes, el primero de los cuales se producirían en colaboración con el DJ de Cypress Hill, DJ Muggs, and Brendan O' Brien, que era el director de grabación para el álbum de Red Hot Chili Peppers Blood Sugar Sex Magik, y ayudó produciendo tres de los discos exitosos de Rage Against The Machine, Evil Empire, The Battle of Los Angeles, y Renegades.
Quarashi se trasladó a la ciudad de Nueva York para empezar a hacer su álbum debut en Estados Unidos.  Jinx   terminó siendo una colección de 5 nuevas canciones ("Mr. Jinx", "Baseline", "Malone Lives", "Copycat", and "Weirdo") y 7 canciones de  Xeneizes  ("Stick 'Em Up", "Tarfur", "Jivin' About" (renombrada como "Transparent Parents) "Xeneizes", "Fuck You Puto", "Dive In" y "Bless"): Stick 'Em Up", "Tarfur", "Jivin' About", "Xeneizes", y "Fuck You Puto" fueron regrabadas con "Jivin' About" siendo retitulada como "Transparent Parents". Sólo "Dive In" y "Bless" permanecieron sin cambios. Sölvi Blöndal ha dicho que  Jinx  puede ser considerado un "Best Of" álbum de Quarashi con 5 nuevas canciones.
Aunque ahora había tres raperos en Quarashi, no había ninguna canción en el álbum que contó con los tres mcs. En su lugar, Hossi Olafsson rapeó el más en  Mr. Jinx  (y cantó en "Dive In"). Omar Swarez rapeó varios versos en "Stick 'Em Up" y "Weirdo", y rapeó un verso de "Baseline", "Copycat", y "Fuck You Puto" Omar cantó el coro de "Malone Lives" y también hizo coros para "Mr. Jinx" y "Transparent Parents". Steini alias Stoney rapeó un verso en "Tarfur", "Transparent Parents" (donde cantó el coro), y "Xeneizes". Stoney también hizo coros para "Stick 'Em Up", "Mr. Jinx", "Baseline", y "Fuck You Puto".
El lanzamiento en Japón cuenta con dos bonus tracks: "Into Your Arms", y "Switchstance", la canción que da título al EP.debut de la banda
La canción "Tarfur", está en islandés y fue un problema para el registro. Quarashi no quería ser considerada simplemente otra banda de rap/rock/nu metal, por lo que grabaron la canción "Tarfur" en su lengua nativa. A su sello discográfico no le gustaba la canción y no quería que Estuviera en el álbum, pero la banda luchó con éxito para que se incluyera.
Stick 'Em Up se incluyó en ATV Offroad Fury 2 para el PlayStation 2.
apareció en Madden NFL 2003 de EA Sports en 2002, "Tarfur" apareció en el juego de Xbox Transworld Snowboarding en 2002, y "Baseline" apareció en el juego de PS2  Amplitude De Harmonix en 2003.
La versión instrumental de "Stick 'Em Up" se escuchó en un comercial de  ITV que se emitió a finales de 2006.
El principio de "Copycat" Se Tocó durante un anuncio deSmirnoff Ice con Uri (interpretado por el miembro de Quarashi Ómar Swarez) y su amigo Gorb que se emitió desde 2005 hasta 2006.
Se grabó una nueva versión de "Lone Rangers" Pero Nunca se incluyó en el álbum, la versión del año 2000 de esta canción incluía los versos de Hossi Olafsson y Ómar Swarez sustituyendo los versos de Steini. no se incluyó en el álbum "jinx" pero se puede escuchar en la cuenta oficial de Youtube de la banda.

## Lista de canciones
1. "Stick 'Em Up"
2. "Mr. Jinx"
3. "Baseline"
4. "Malone Lives"
5. "Tarfur"
6. "Copycat"
7. "Transparent Parents"
8. "Weirdo"
9. "Xeneizes"
10. "Fuck You Puto"
11. "Dive In"
12. "Bless"
13. "Into Your Arms" (Japanese release only)
14. "Switchstance" (Japanese release only)

- Datos: Q13639445